# Список инструментов Гарри Парча

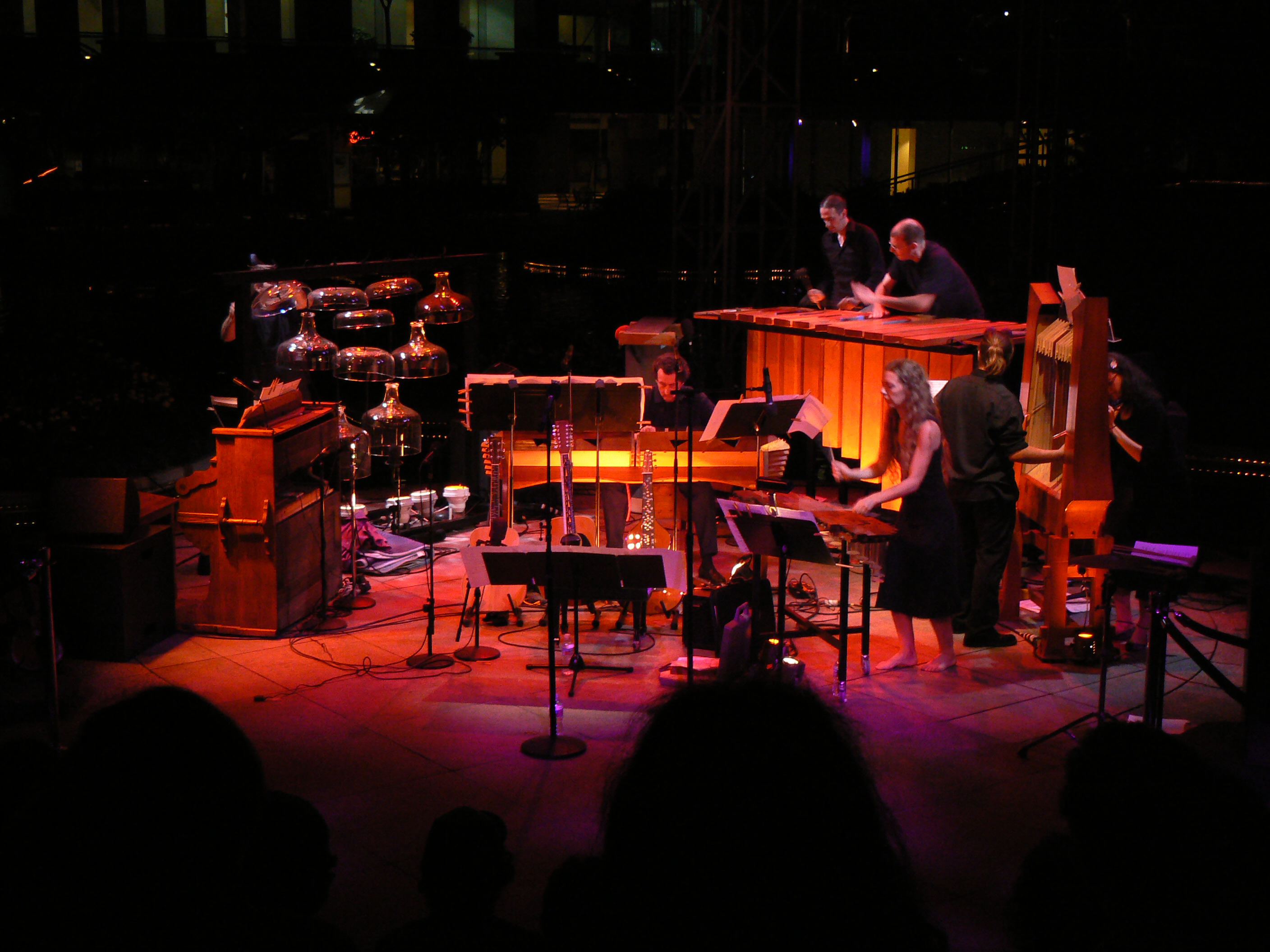
Фрагмент иструментального ансамбля Гарри Парча

Американский композитор Гарри Парч написал ряд своих произведений в системе неравных интервалов натурального строя, полученных из интервалов обертонового звукоряда; эти шкалы учитывают большее количество звуков внутри октавы с меньшими интервалами, чем в стандартной двенадцатиступенной равномерной темперации. Одна из темперационных систем, применявшихся Парчем, получила название «43 тона в октаве по Парчу». Для исполнения музыки, написанной в данной системе, композитор сконструировал большое количество особых инструментов, среди которых присутствует хромелодеон, квадрангуларис реверсум и зимо-ксил.
Парч называл себя «философским музыкантом, соблазнённым в столярную мастерскую». Путь к использованию Парчем большого количества уникальных инструментов был постепенным. Он начал в 1920-е годы с использования традиционных инструментов и написал струнный квартет в натуральном строе.. В 1930-е годы он сконструировал первый инструмент своей системы инструментария, так называемый адаптированный альт, в котором корпус струнного альта объединён с шейкой от виолончели.
Он перенастроил трости нескольких тростниковых органов и пометил их клавишами с определённым цветовым кодом. Первый из них назывался «Птолемей», с отсылкой к теоретической системе Клавдия Птолемея, чья ступенная шкала включала 11 ступеней, как и у Парча. Остальные были названы хромелодеонами (акроним от chrome (цвет) и melodeon (насосный орган).
Большое количество произведений Парча было создано специально для этих инструментов. Другие же включают традиционные гобой, кларнет или виолончель, а в «Откровениях в дворовом парке» (1960) — небольшой духовой оркестр.
В 1991 году Дэн Друммонж стал хранителем коллекции оригинальных инструментов Гарри Парча и оставался таковым до своей смерти в 2013 году. В 1999 году коллекция переехала в Монтклэрский государственный университет в Нью-Джерси, а в ноябре 2014 года — и в Университет Вашингтона в Сиэтле. Текущим хранителем коллекции является Чарльз Корей.

## Адаптированный альт

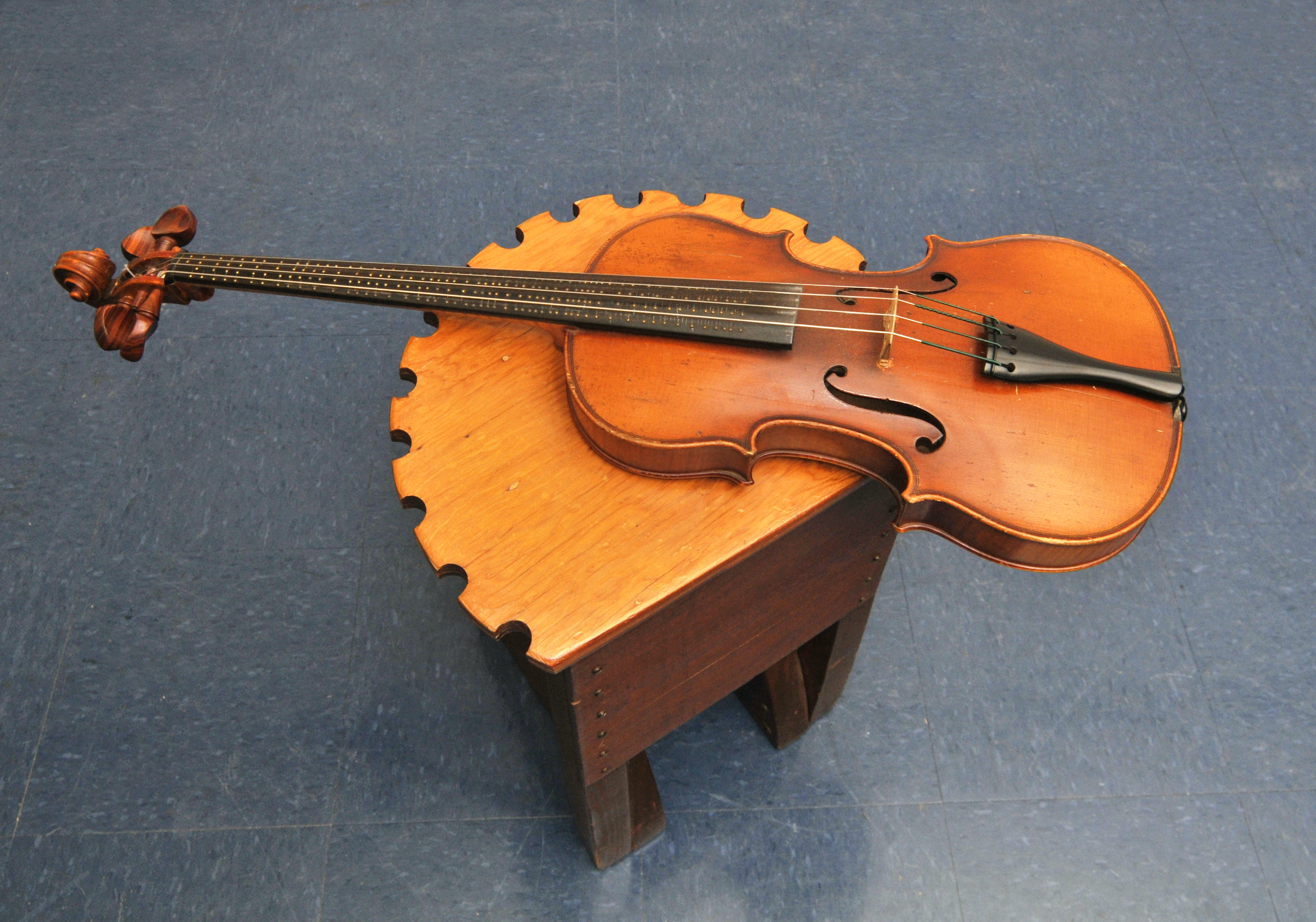
Адаптированный альт

Адаптированный альт стал первым инструментом, созданным Парчем. В нём изобретатель объединил шейку виолончели и корпус альта. Экспериментальный инструмент изготовил для Парча в Новом Орлеане в 1923 году скрипичный мастер Эдвард Бентин. Изначально Гарри назвал свой комбинированный инструмент «монофоном» (англ. monophone), но в 1933 году поменял название на «адаптированный альт» (adapted viola). Строй — на октаву ниже обычной скрипки и на кварту ниже обычного альта.
Практику исполнения на таком альте Парч называл "техникой одного пальца", с использованием глиссандо, которая по его мнению «намного ближе к духу индийской игры на вине, чем к трубе»:

The finger may start slowly on its move, increase speed, and hit the next ratio exactly. It may move very fast from the first ratio, and then move slowly and insinuatingly into the next—so slowly, sometimes, that one is not sure as to the point where rest has been achieved. Or, all this may be reversed. What the bow is doing meanwhile, in its capacity of providing an infinitude of nuance, is supremely important.— Genesis of a Music, p. 202
Адаптированный альт применяется преимущественно в ранних произведениях Парча, в том числе в цикле «Семнадцать стихотворений Ли Бо» и в произведении «Два псалма» .

## Адаптированная гитара

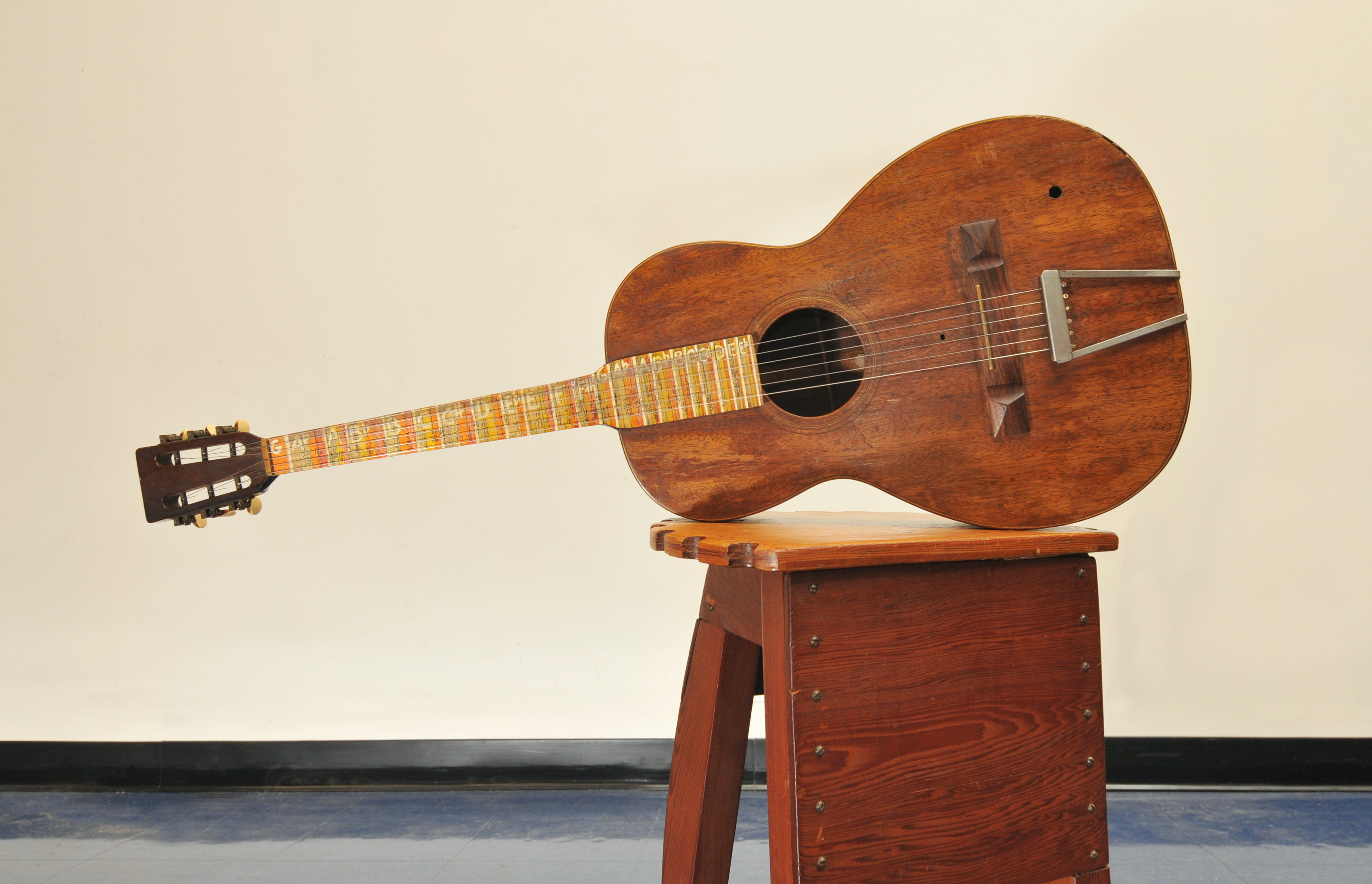
Адаптированная гитара I
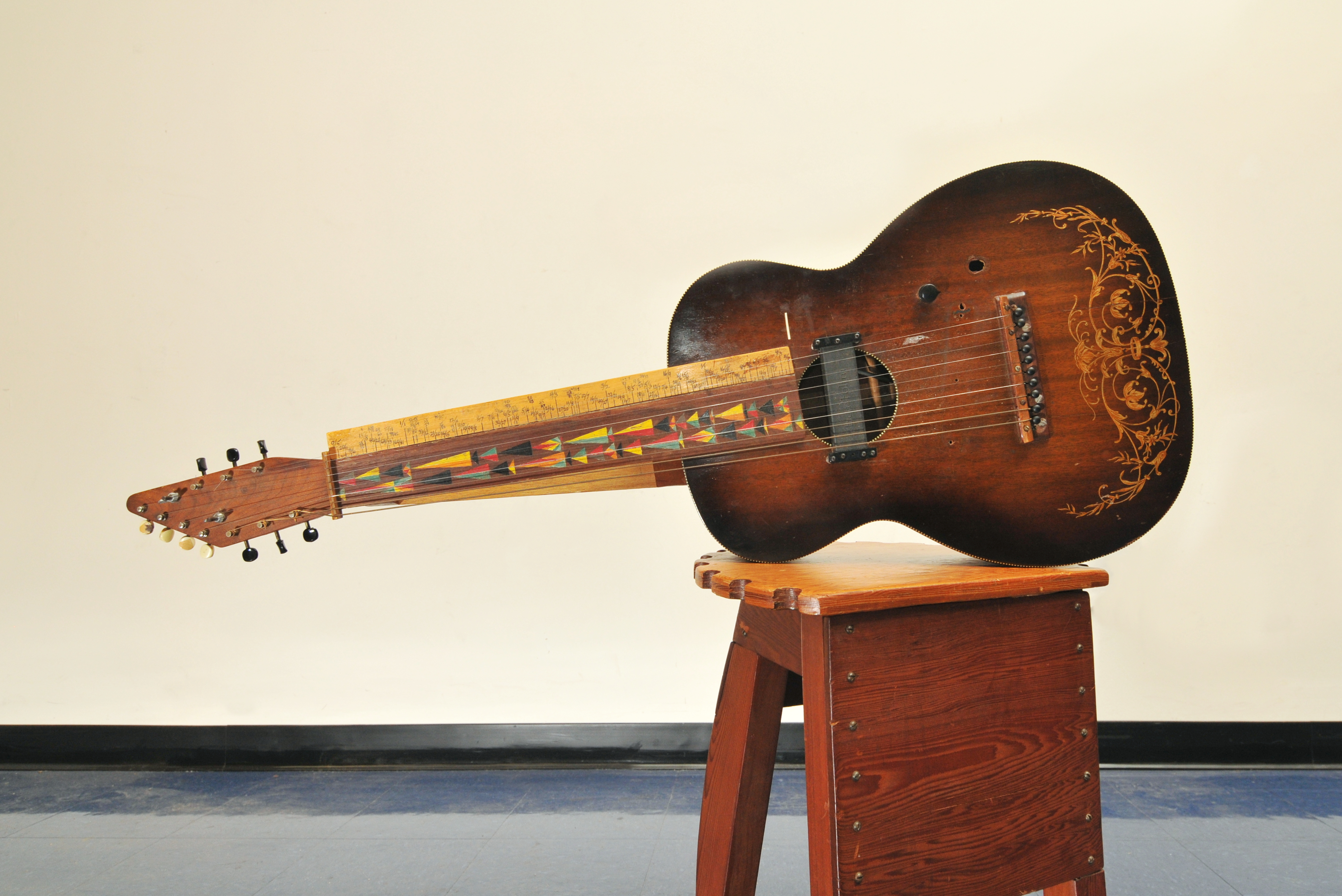
Адаптированная гитара II

Парч сконструировал два варианта стальнеструнных гитар: шестиструнную Адаптированную гитару I и десятиструнную Адаптированную гитару II (на которых играли вместе со слайд-гитарой). Впервые Парч стал экспериментировать с этими инструментами в 1934 году, а первое появление Адаптированной гитары I на сцене состоялось в 1941 году. В 1945 году Парч начал использовать усилитель для своих инструментов.

## Бамбуковые маримбы

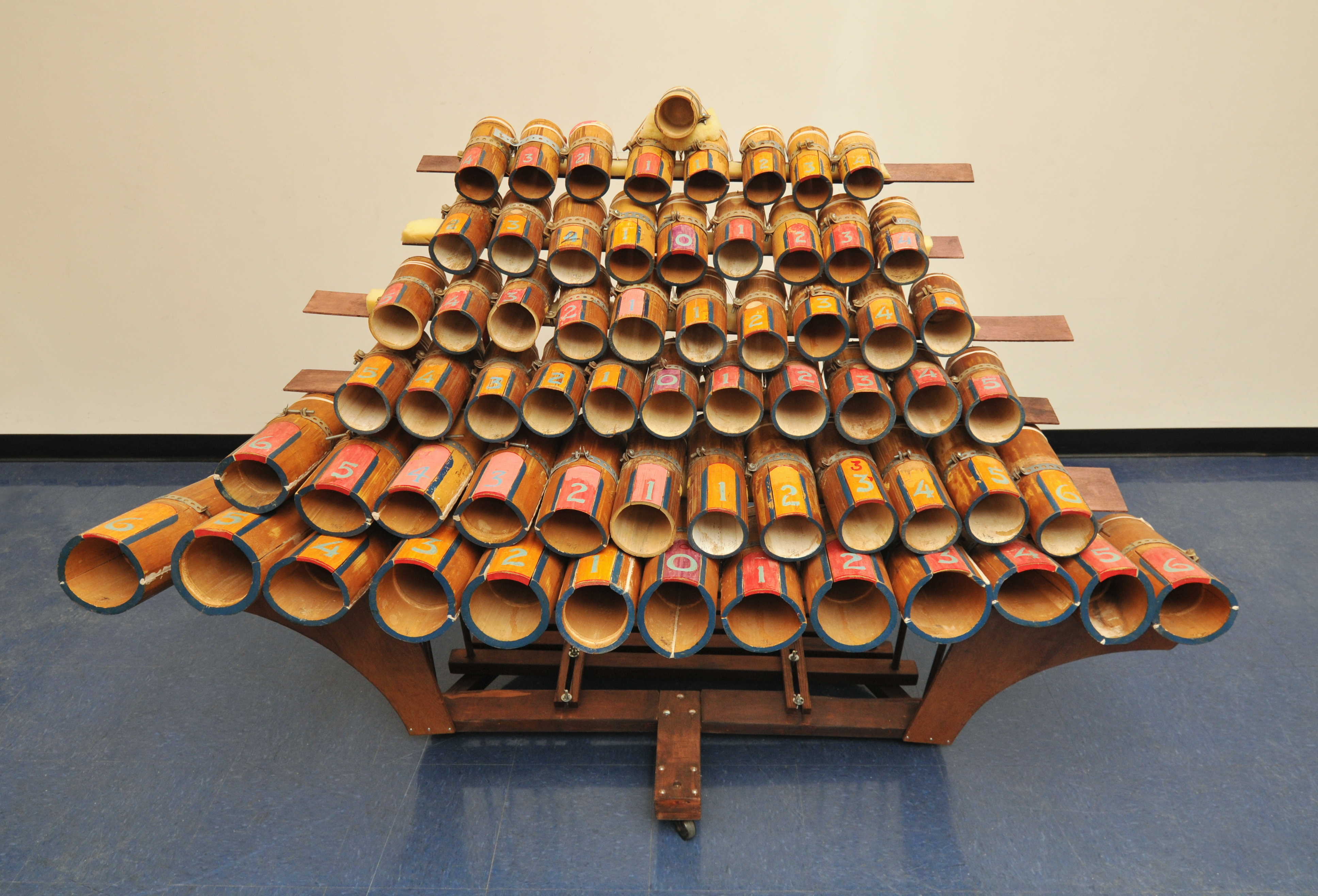
Boo I
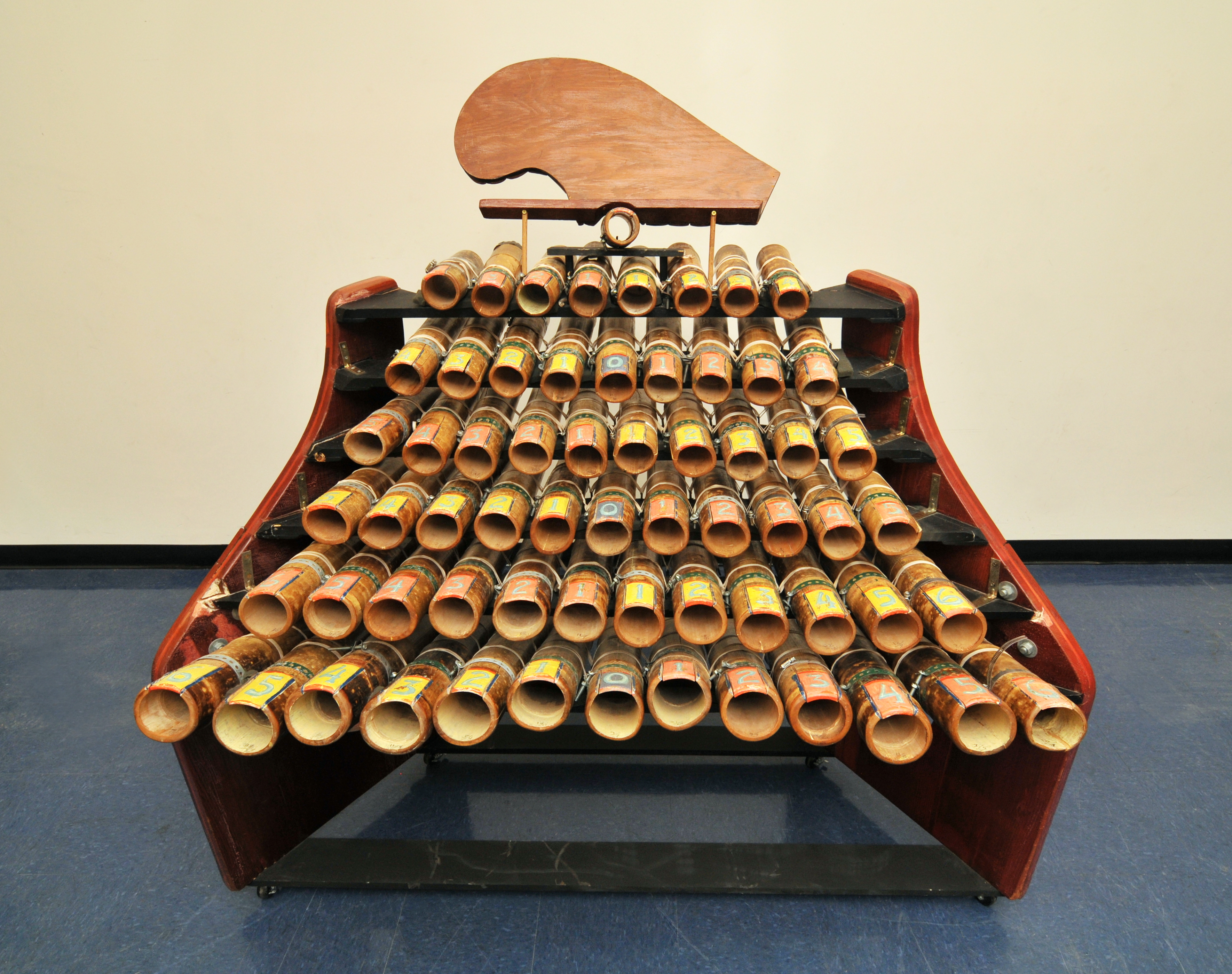
Boo II

Также известны как "Bamboo Marimba", "Bamboo Marimbas", "Boo", "Boo I", "Boo II". Названия Boo и Boo II они получили от того, что изготовлены из бамбука с использованием концепции языкового резонатора для звукоизвлечения.
"Boo I" впервые была собрана в 1955 году. Часть бамбука была заменена кусочками большего диаметра в 1963 году. В общей сложности, она имеет 64 бамбуковых резонатора, разделённых на шесть рядов. Задние концы труб загерметизированы.
"Boo II" сконструирована в 1971 году. Она также имеет 64 тона, но трубы открыты на обоих концах. Языки, нарезанные на бамбук, составляют приблизительно 1/6 длины трубки, чтобы произвести гармонику в 6/5 основного тона.

## Басовая маримба и маримба эроика

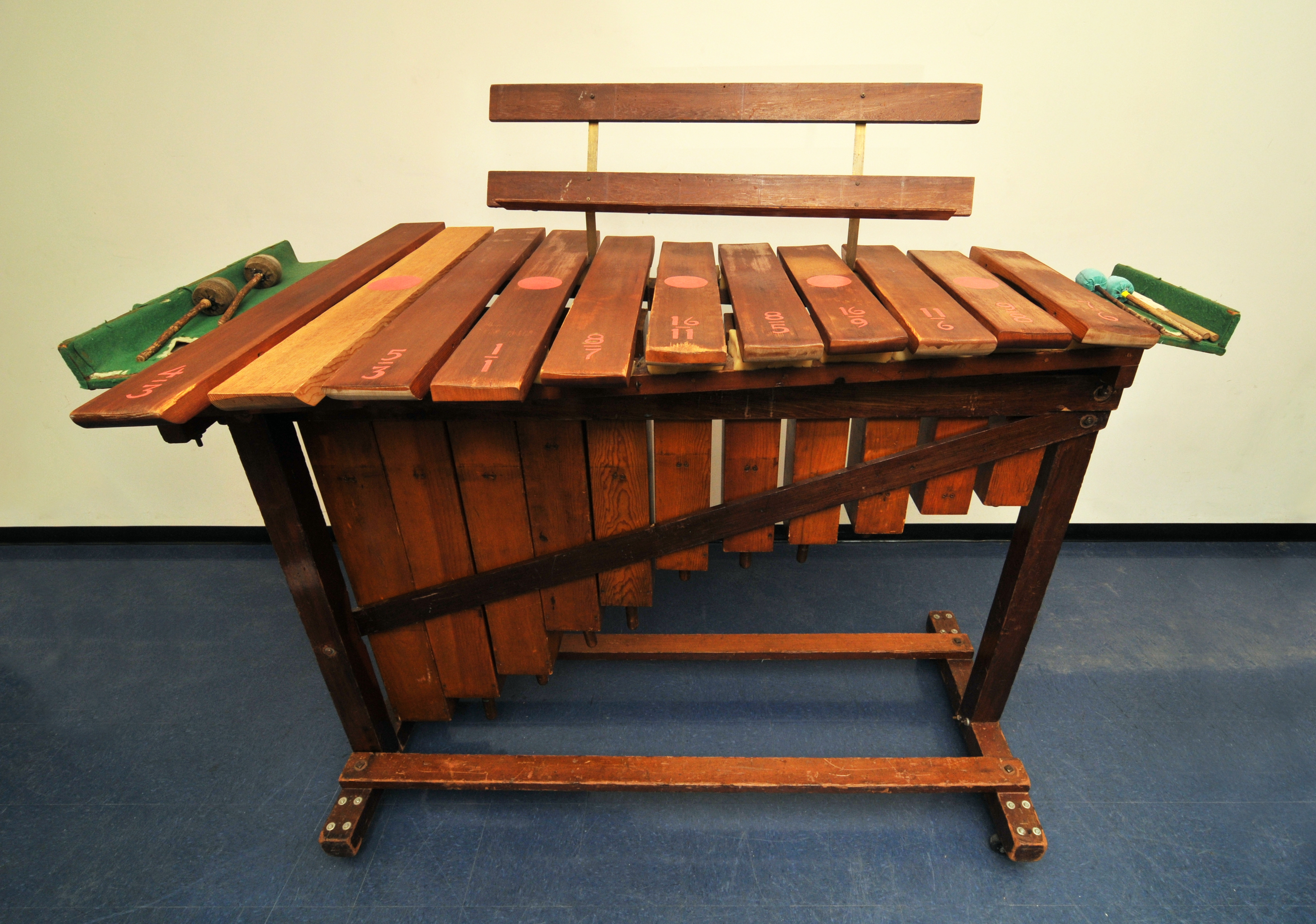
Басовая маримба
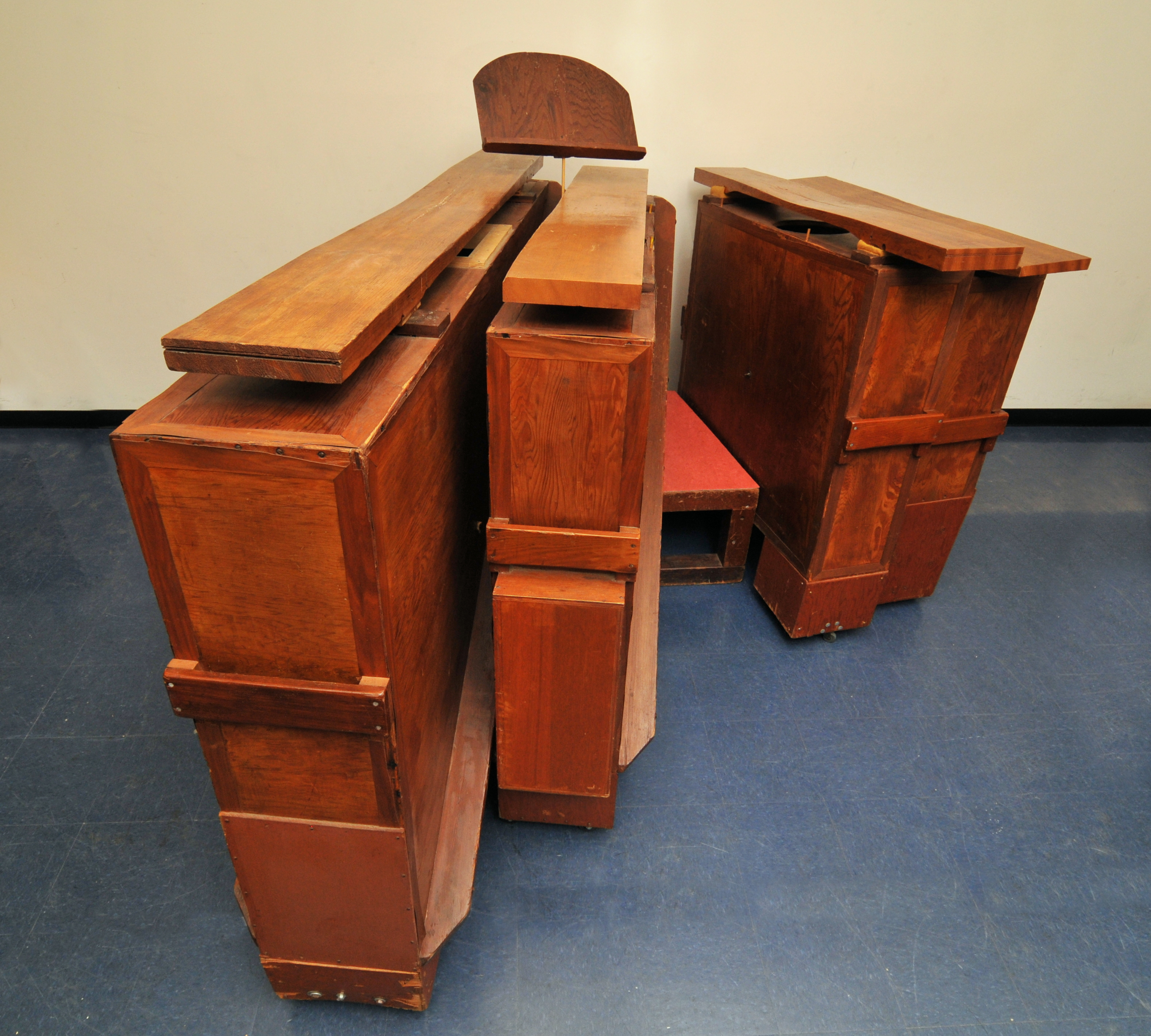
Маримба эроика

Басовая маримба и маримба эроика имеют более традиционные линейные макеты и очень низкий шаг настройки.
Басовая маримба была впервые сконструирована в 1950 году. Она имеет 11 струн, сделанных из ситкинской ели. Самый низкий звук маримбы приблизительно соответствует "до" субконтроктавы C2. На ней можно исполнять молотками или шлепками по подушечкам пальцев.
Маримба эроика была сконструирована в 1954 году. Он состоит из четырех брусков из ситкинской ели, установленных на вершине больших резонаторных ящиков. Самая низкая нота звучит на частоте 22 Гц, приблизительно равной "фа" субконтроктавы на фортепиано.

## Хромелодеоны
Хромелодеон — это фисгармония, перестроенная таким образом, чтобы исполнитель мог извлекать микроинтервалы, необходимые в звуковой системе Гарри Парча. Хромелодеон I появился в 1945 году в результате перестройки 73-клавишной фисгармонии. Хромелодеон II, сконструированный в 1959 году, представляет собой расширенную до 88 клавиш фисгармонию. Обе клавиатуры снабжены цветными и пронумерованными метками, упрощающиими извлечение микроинтервалов.

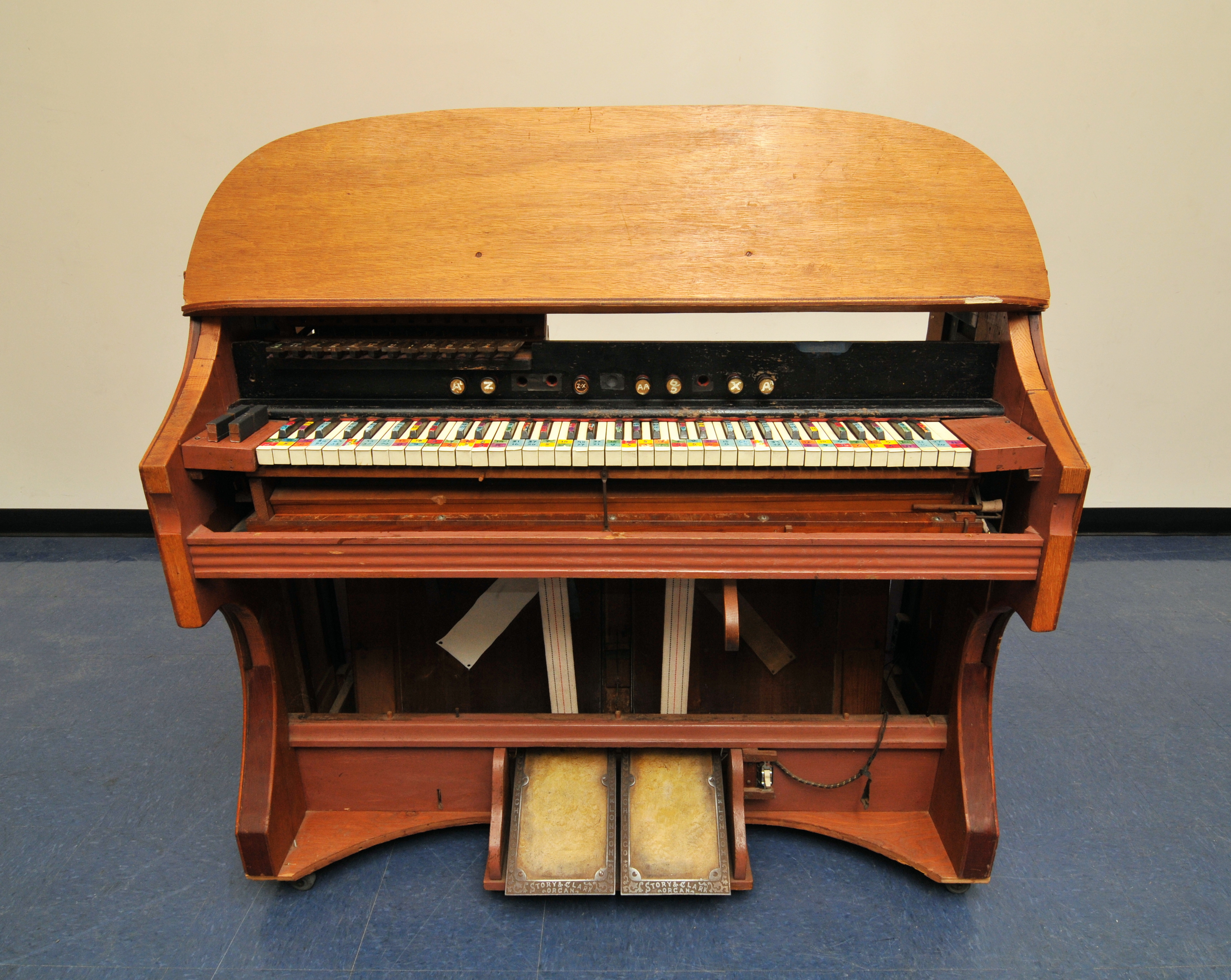
Хромелодеон I
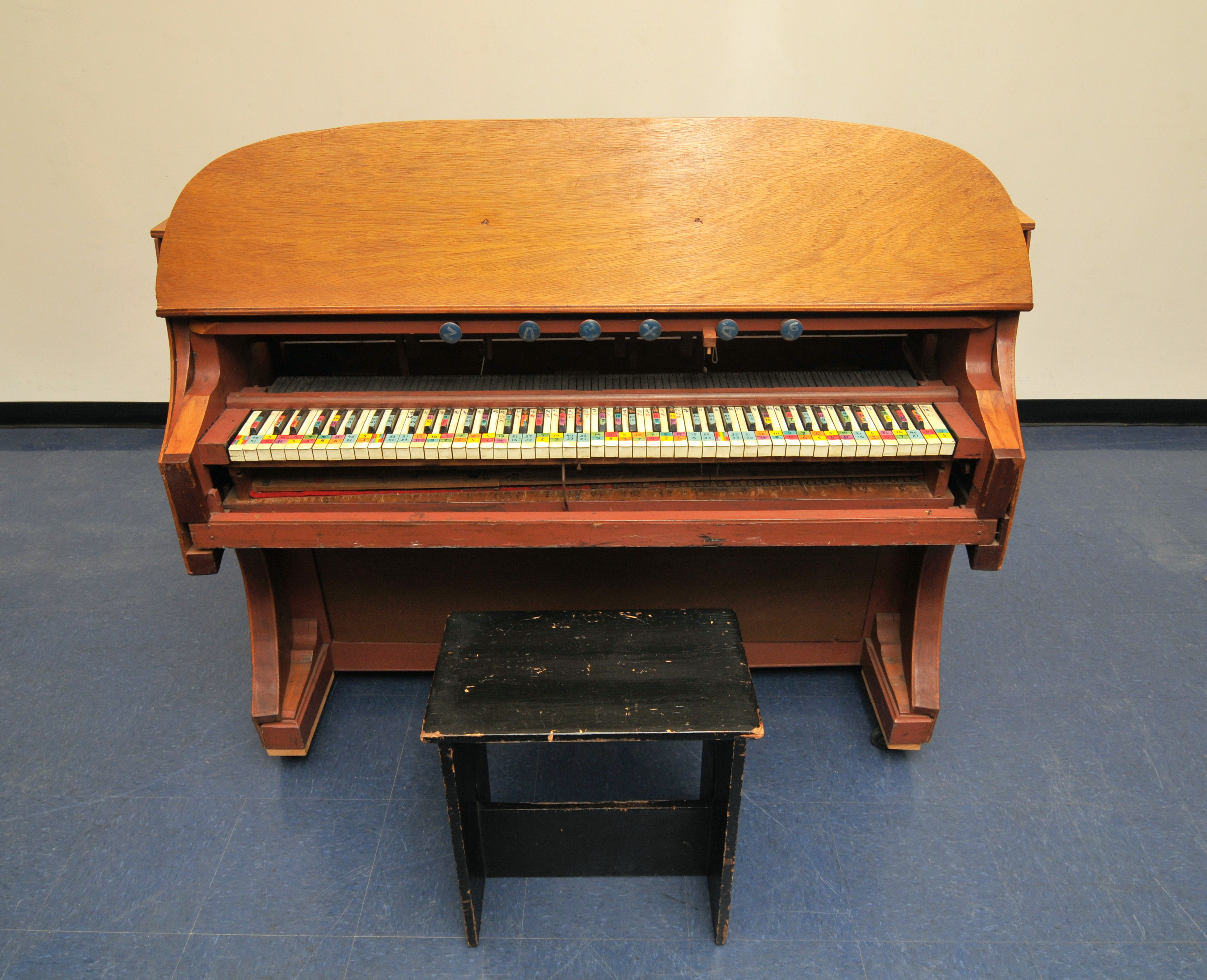
Хромелодеон II
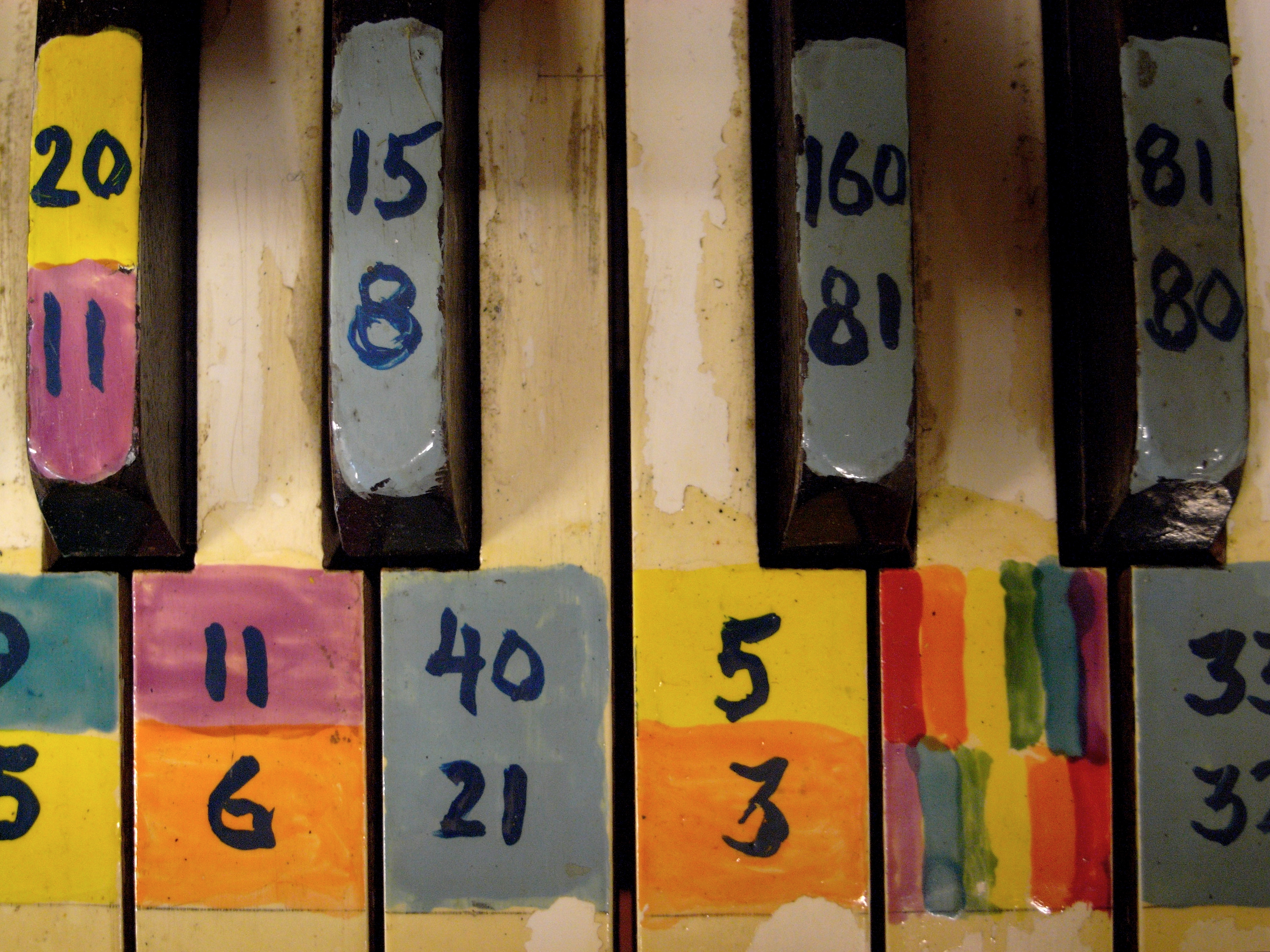
Цветные метки на клавиатуре хромелодеона

## Облачно-камерные чаши

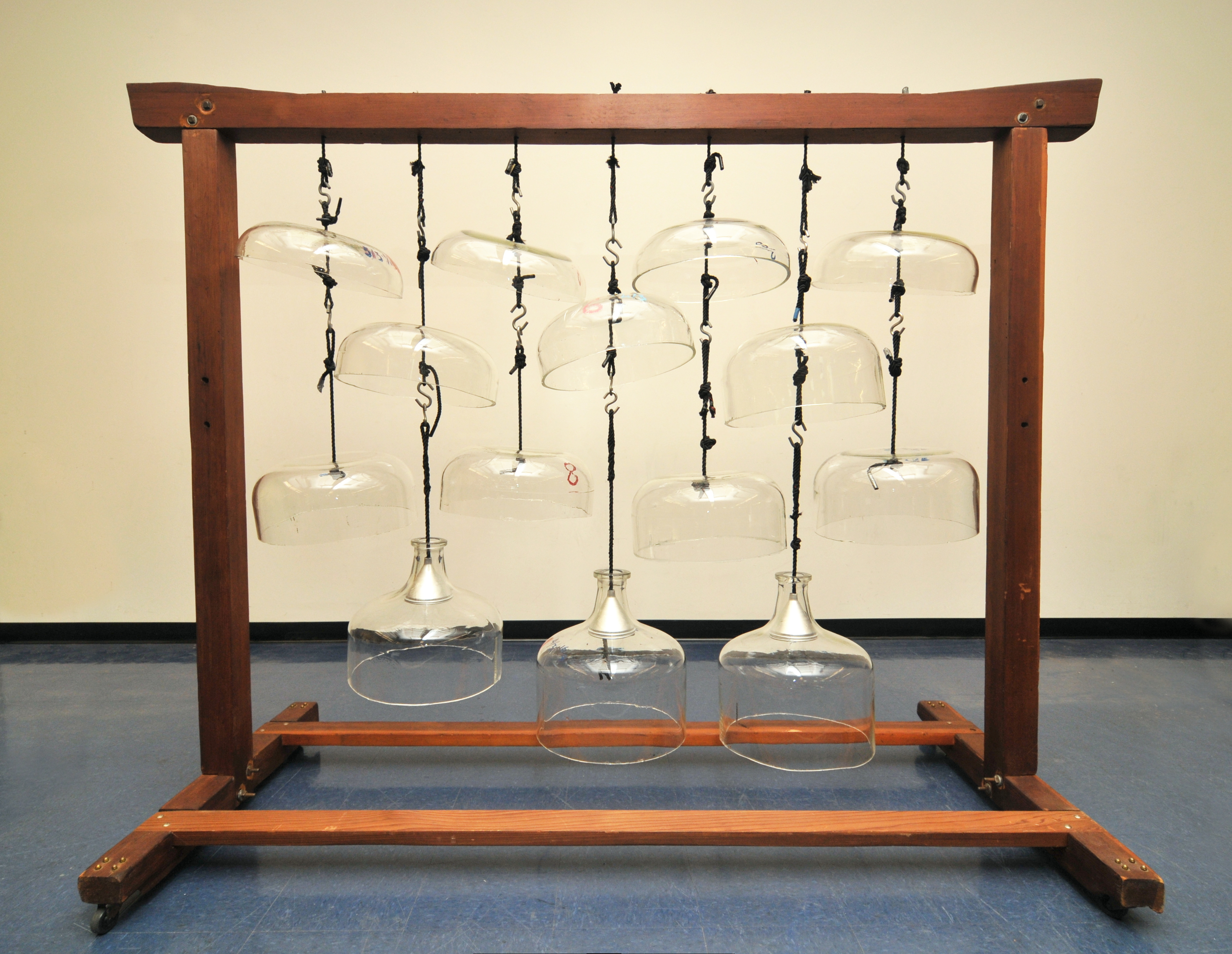
Облачно-камерные чаши

Облачно-камерные чаши объединяются в сет из 16-дюймовых пирексовых чаш, вырезанных из карбюраторов, подвешенных на раме. Карбюраторы были позаимствованы из Беркелейской национальной лаборатории и были перестроены Парчем в облачные камеры. Первый такой инструмент был сконструирован Гарри Парчем в 1950 году.

## Ромбовидная маримба

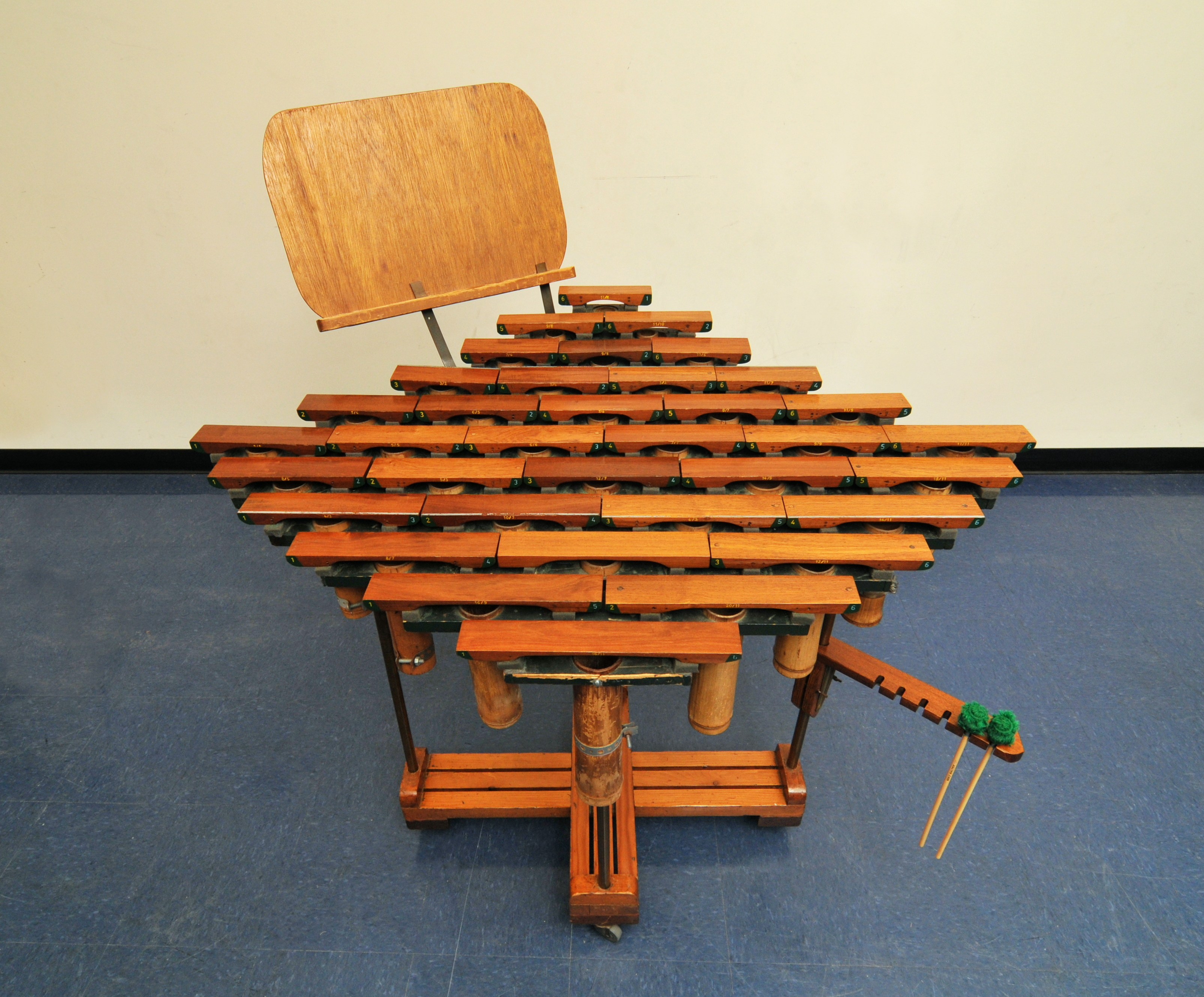
Ромбовидная маримба

Ромбовидная маримба - маримба, чьи клавиши расположены в пределах 11-ступенной темперации. Первый экземпляр изготовлен Парчем в 1946 году.

## Эвкаль блоссом

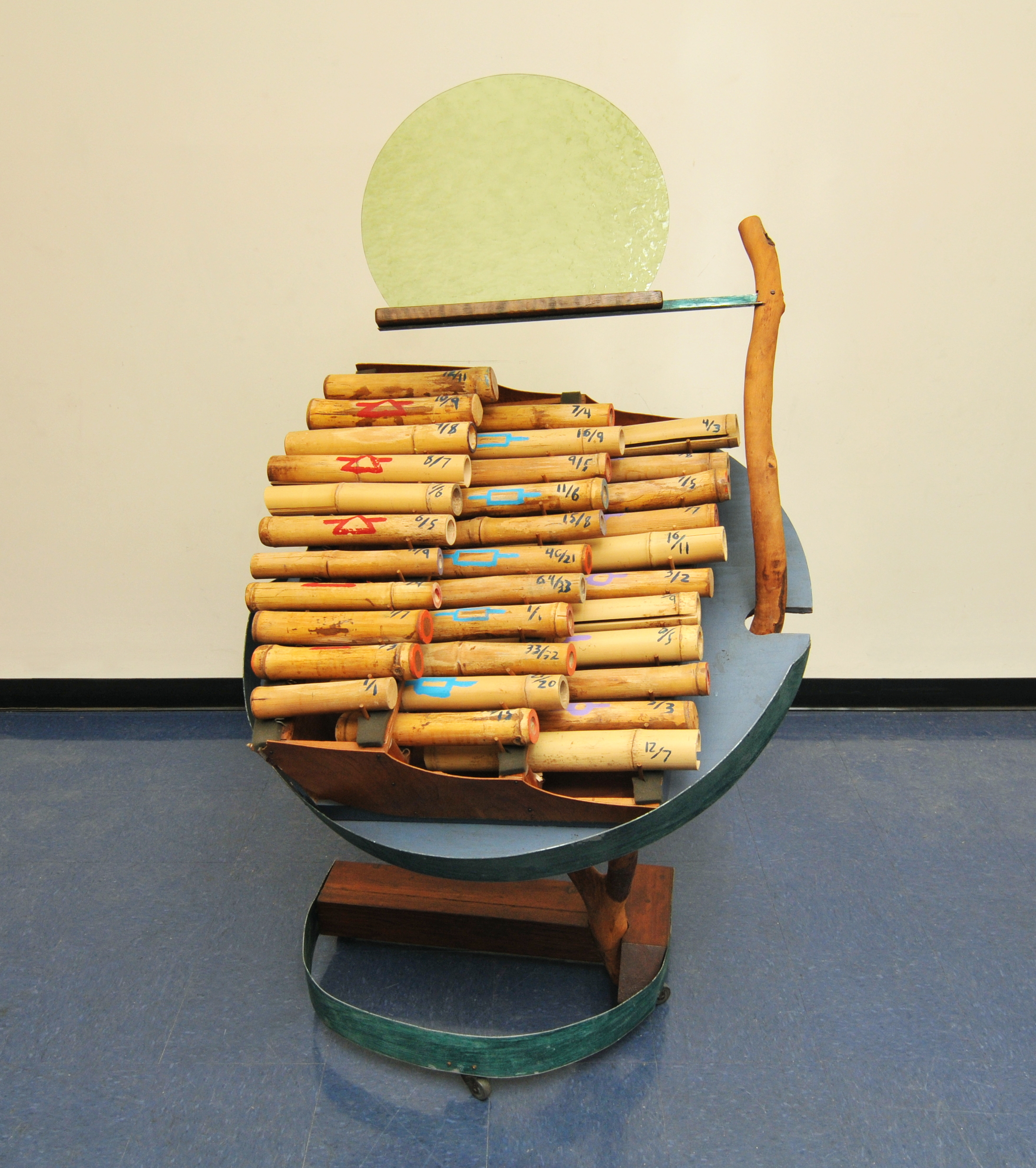
Эвкаль блоссом
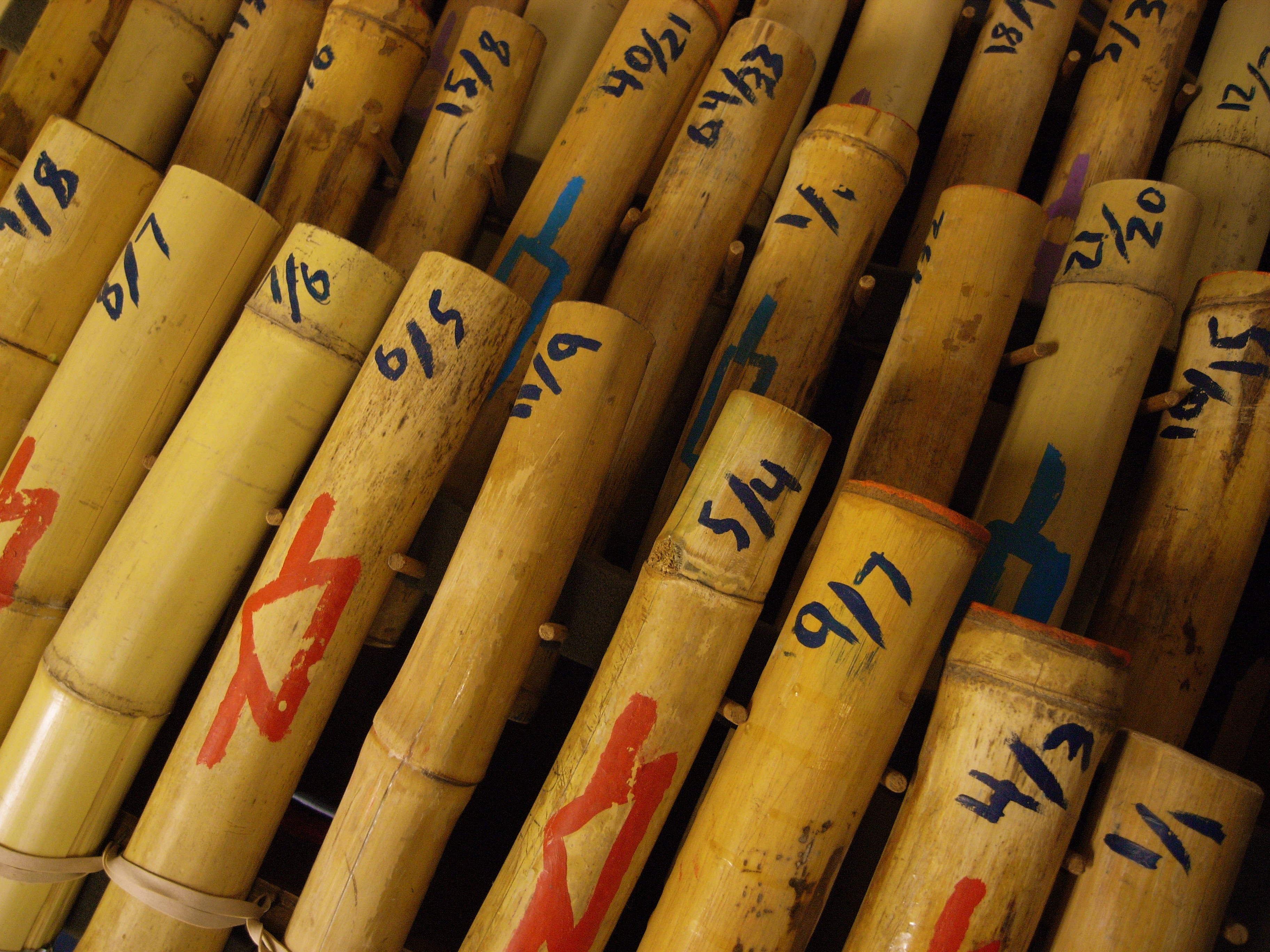
Крупный план эвкаль блоссом, показывающий соотношения темперации

Эвкаль боссом - разновидность бамбуковой маримбы с 33 резонаторами (3 ряда по 11 резонаторов), поддерживаемых ветвью эвкалипта. Впервые сконструирован в 1964 году.

## Тыквенные и конусовые гонги

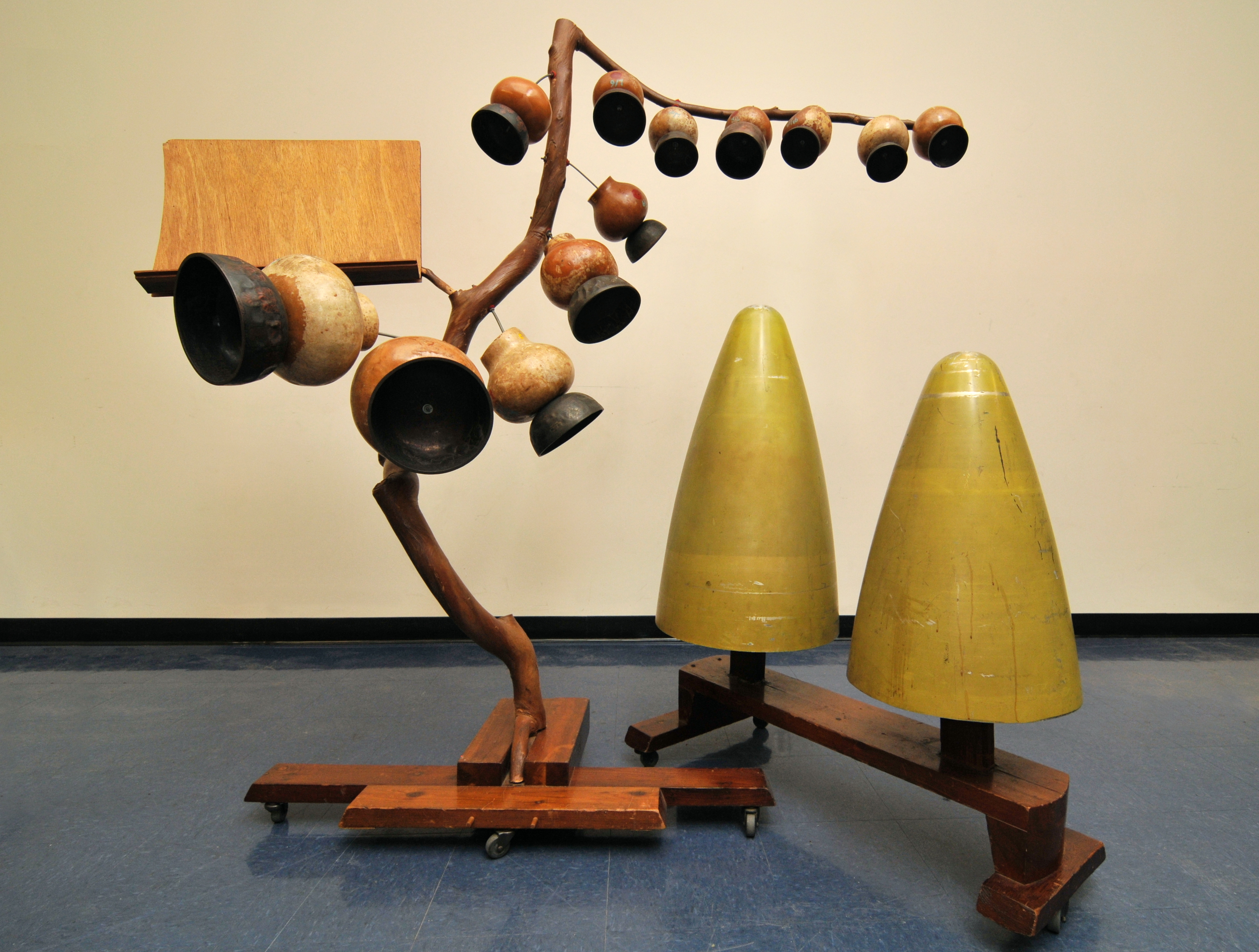
Тыквенные и конусовые гонги

Двенадцать храмовых колоколов прикреплены к резонаторам тыквы на перекладине из эвкалипта. Конусовые гонги перестроены из носовых конусов бомбардировщиков Douglas Aircraft. Первый инструмент появился в 1964 году.

## Гармонические каноны
Гармонические каноны (в некоторых источниках - кануны) - 44-струнные сонометральные инструменты со сложными системами подвижных скоб, которые в основном были расположены Парчем на узловых позициях гармоника, чтобы получить гармоничное соотношение только между левой и правой струнной частью. Они настраиваются по-разному в зависимости от пьесы, а звук извлекается пальцами или кирками, а в некоторых случаях - специальными молоточками.
Имеются три модификации канонов: Канон I (1945), II (1953), III (1965).

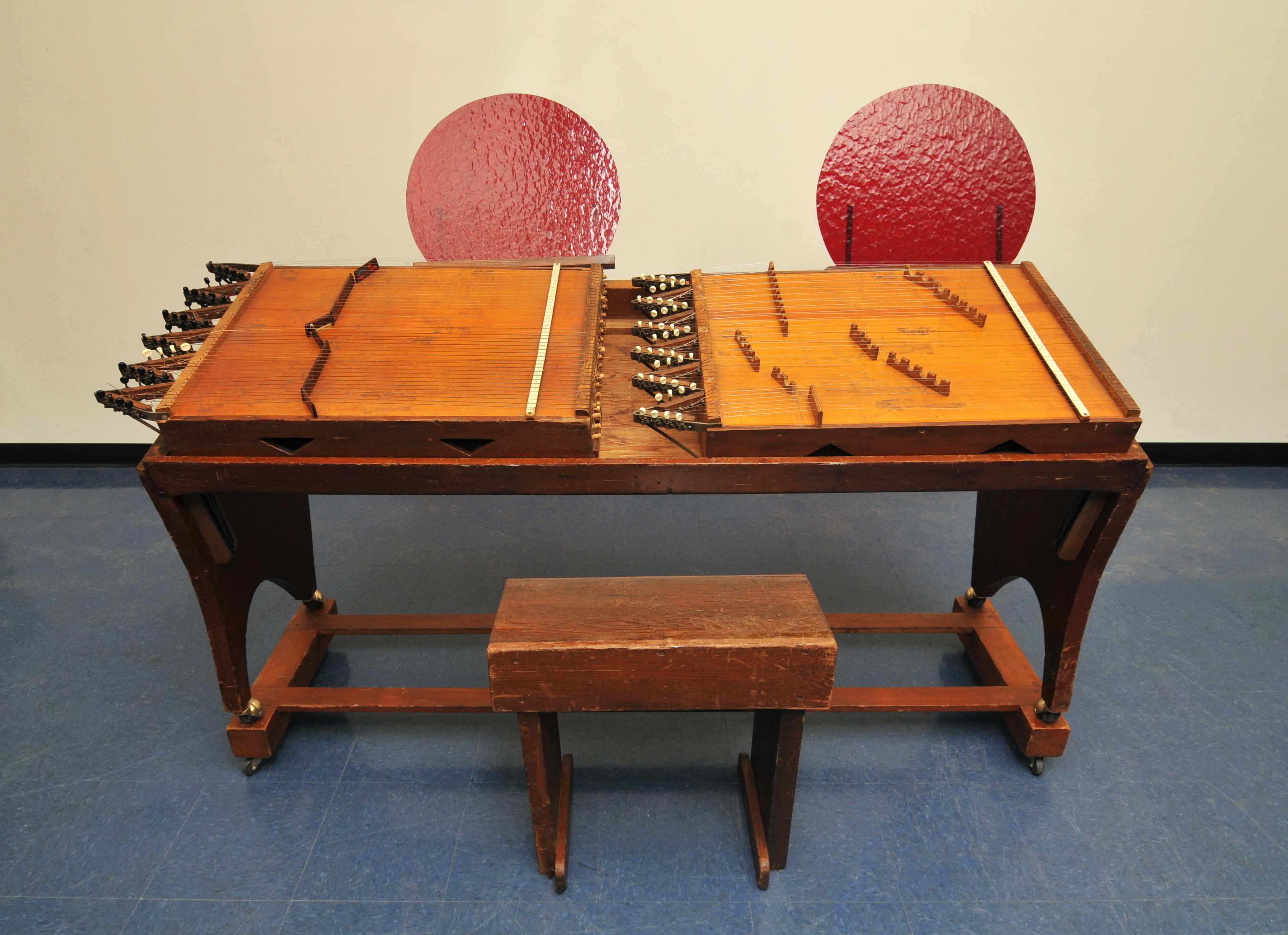
Castor & Pollux (Гармонический канон II)
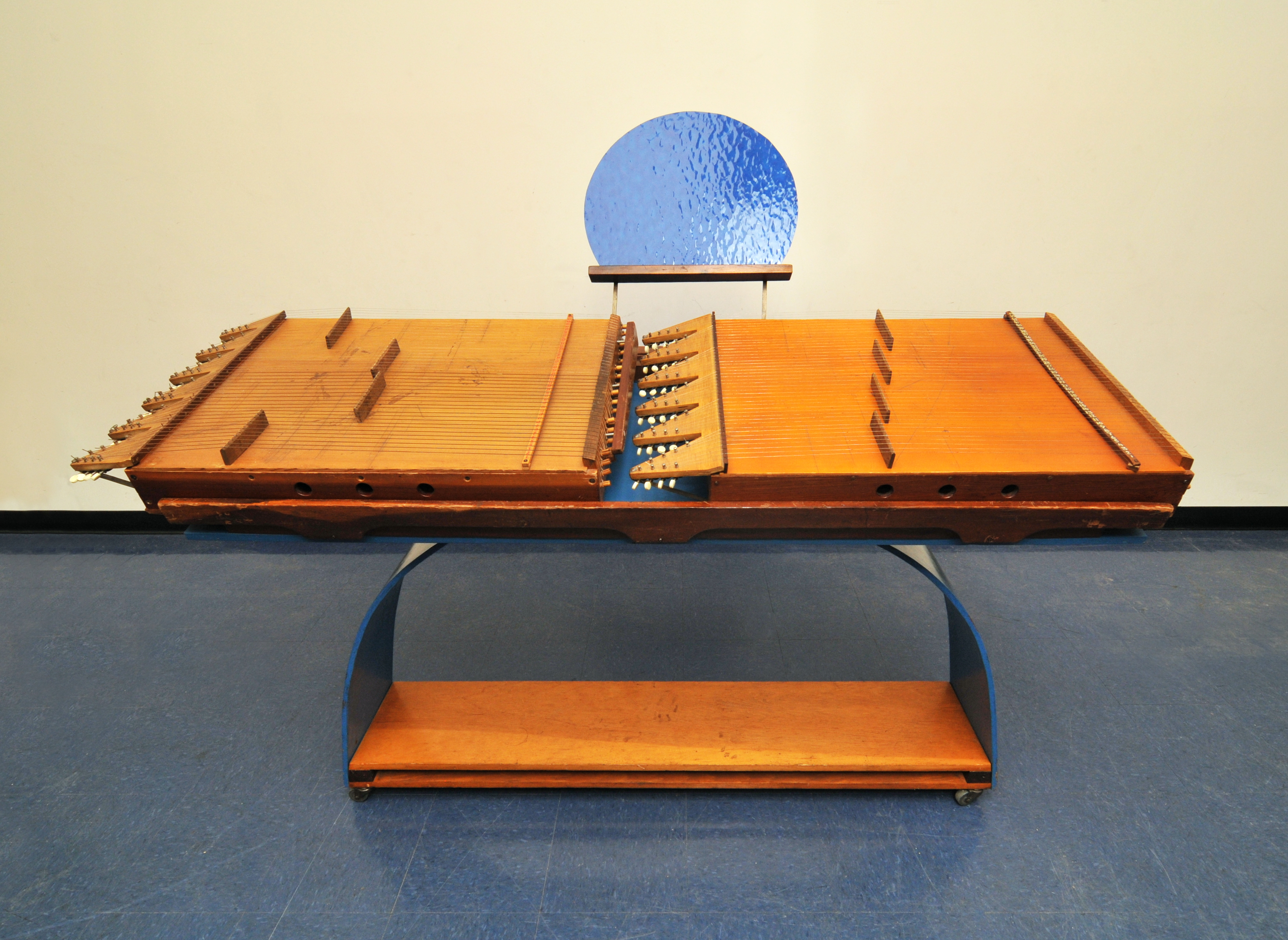
Blue Rainbow (Гармонический канон III)
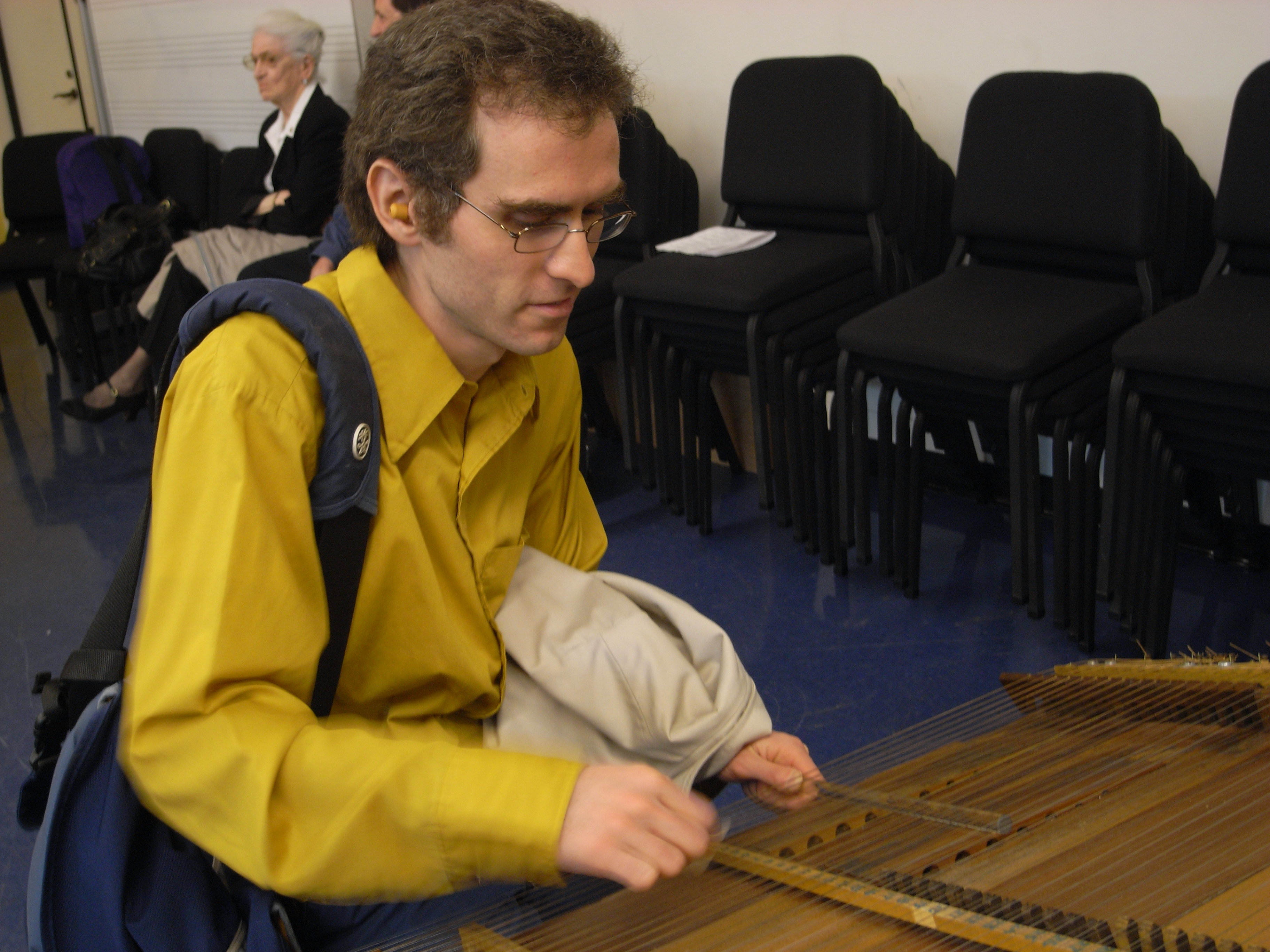
Гармонический канон

## Кифары
Назвав эти инструменты по вдохновению от греческой кифары,  Парч создал 72-струнные инструменты, настроенные по сдвинутой настройке стержней под струны. Звук извлекается пальцами или плектрами.
Кифара I была сконструирована в 1938 году и модернизирована в 1972. Суррогатная кифара появилась в 1953 году, а Кифара II - в 1954.

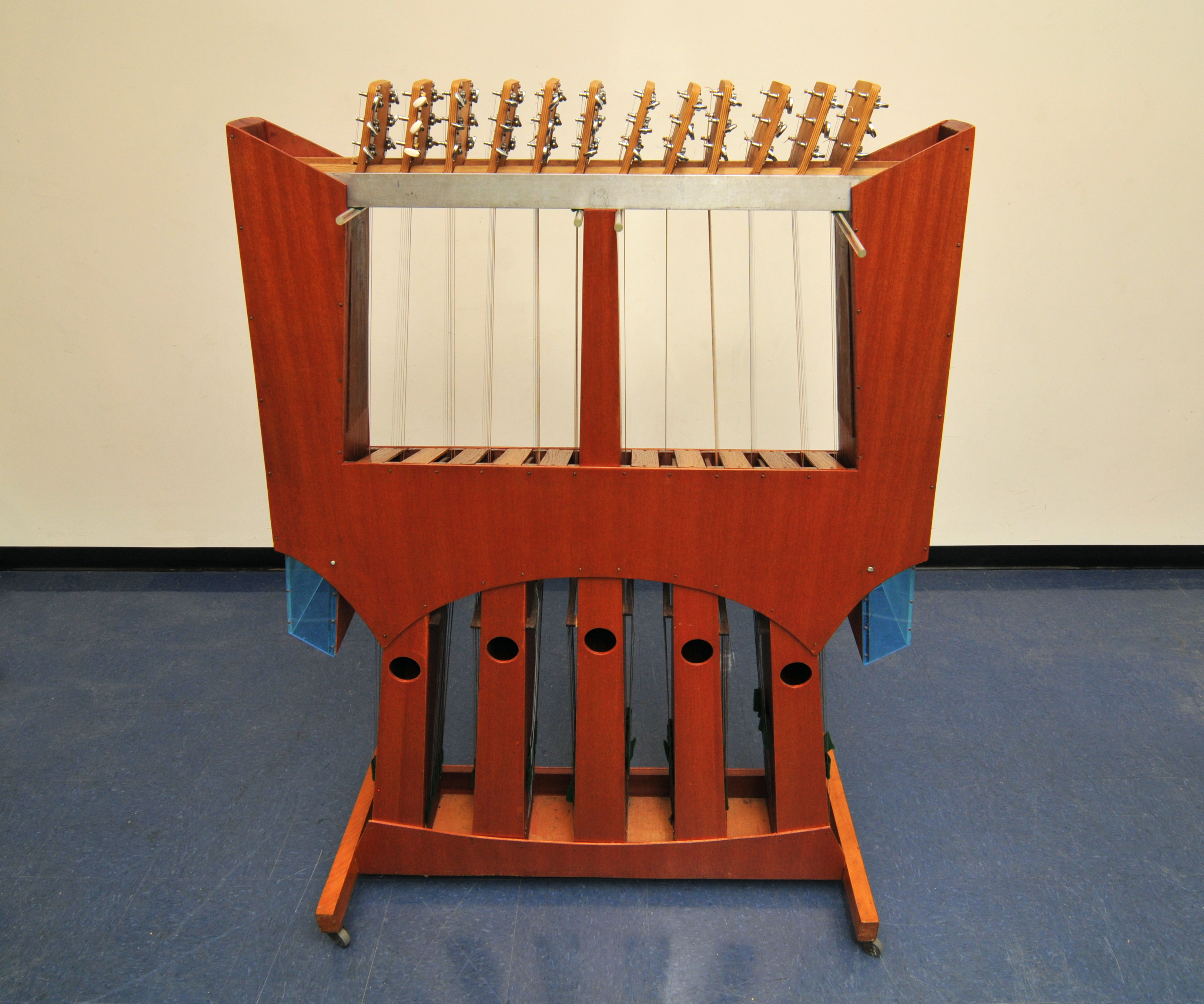
New Kithara I
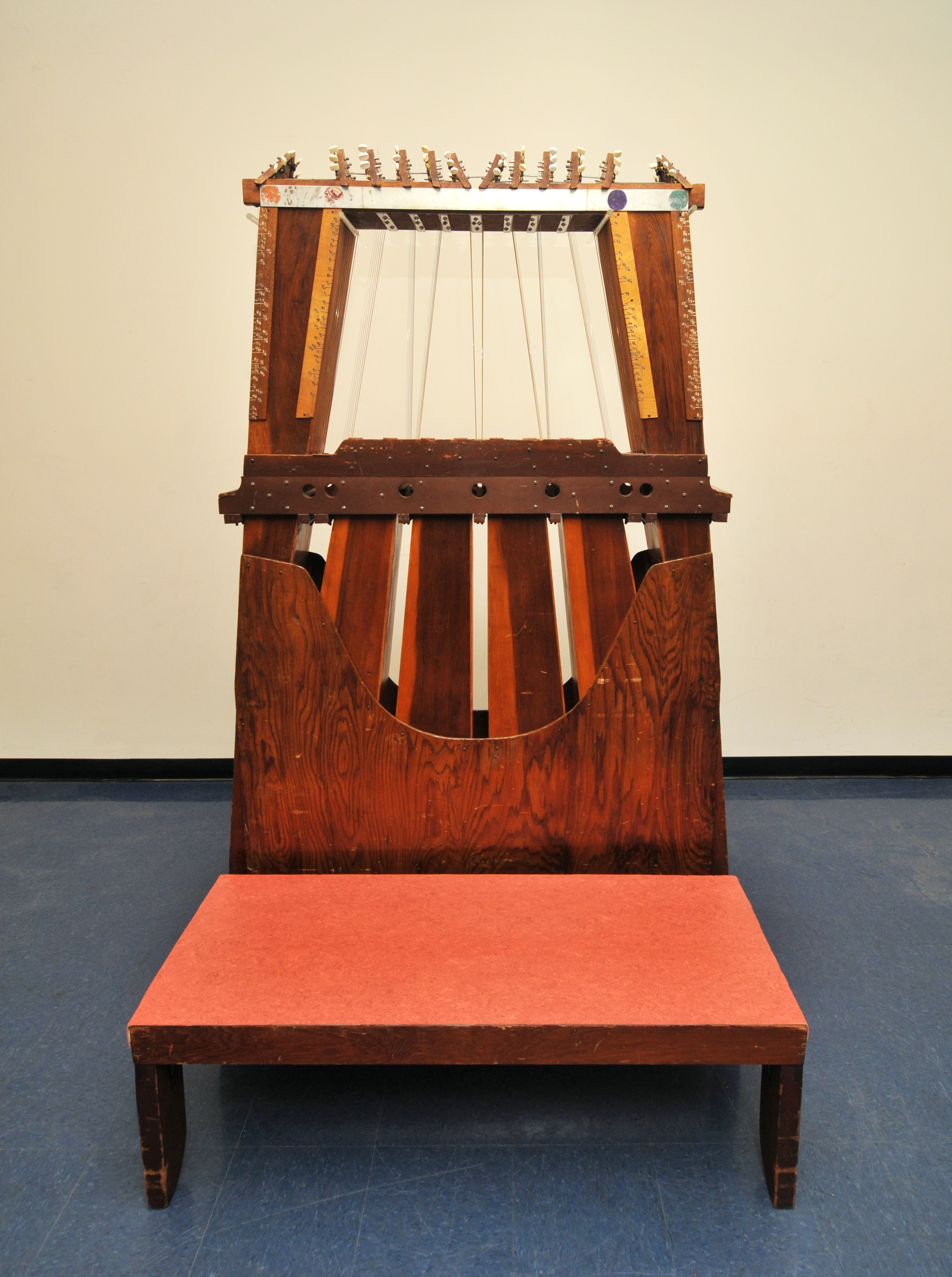
Kithara II
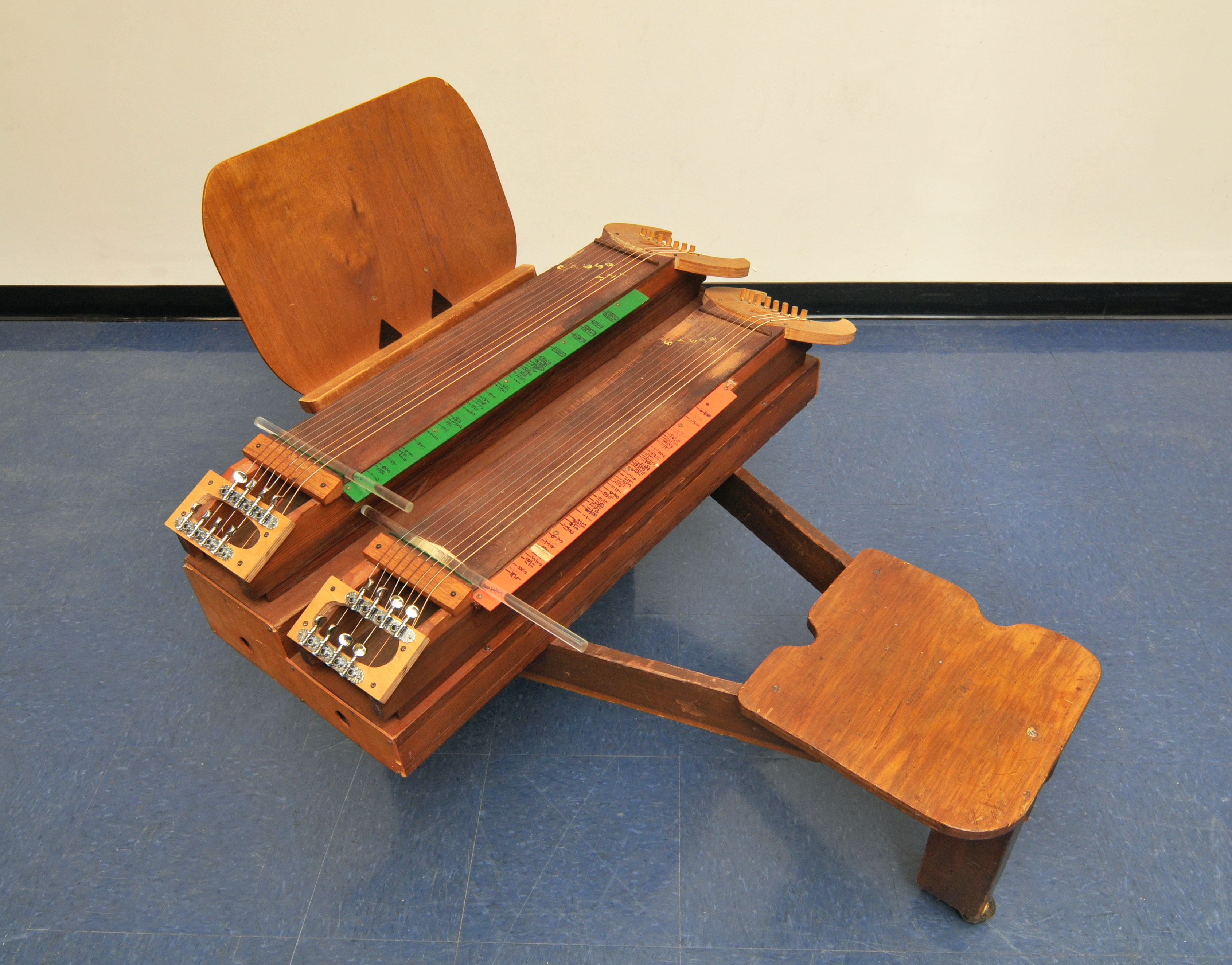
Surrogate Kithara

## Мазда маримба

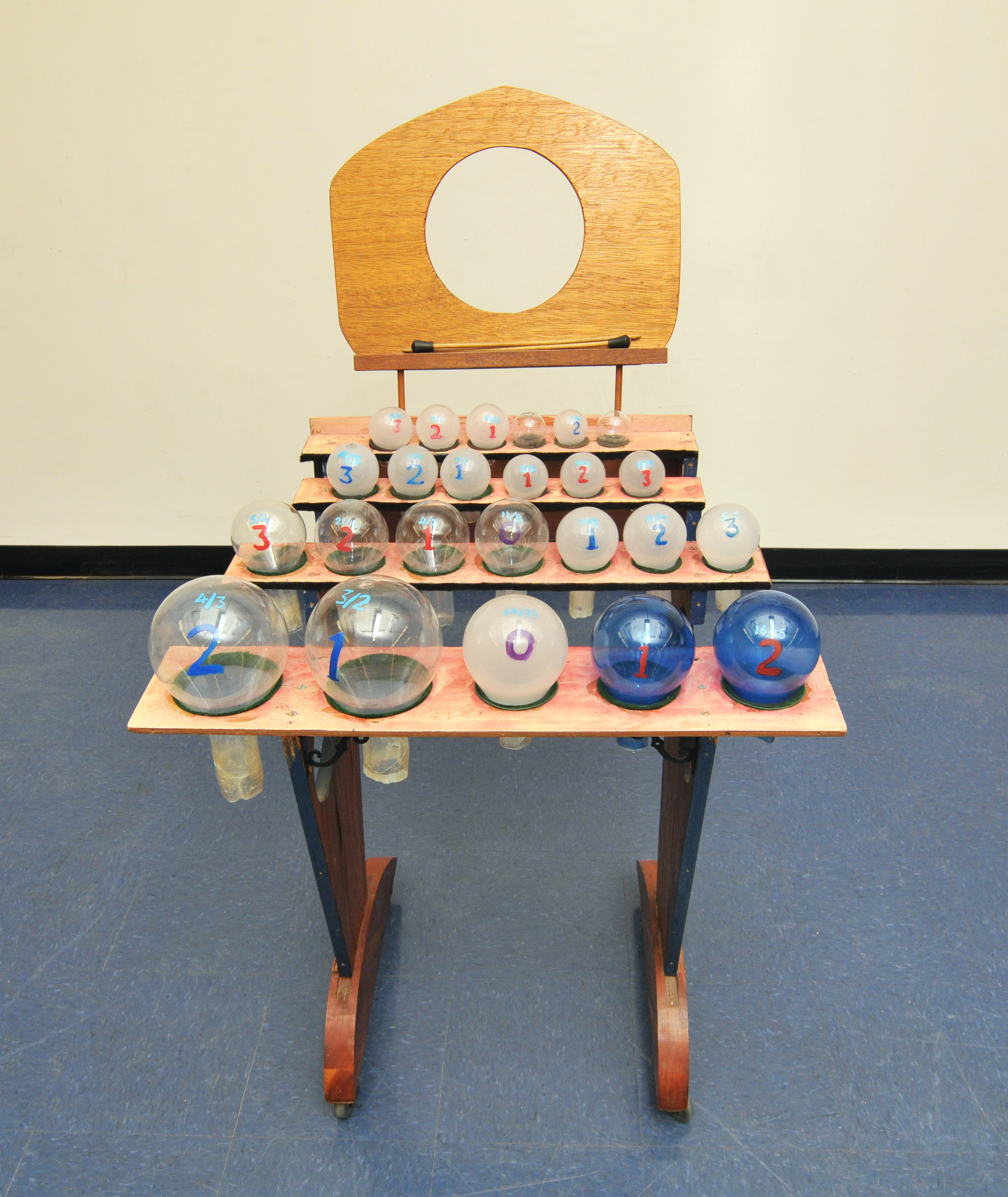
Мазда маримбa

Мазда маримба сконструирована из лампочек Мазда и названа в честь зороастрийского божества Ахура Мазда.

## Квандрагуларис реверсум

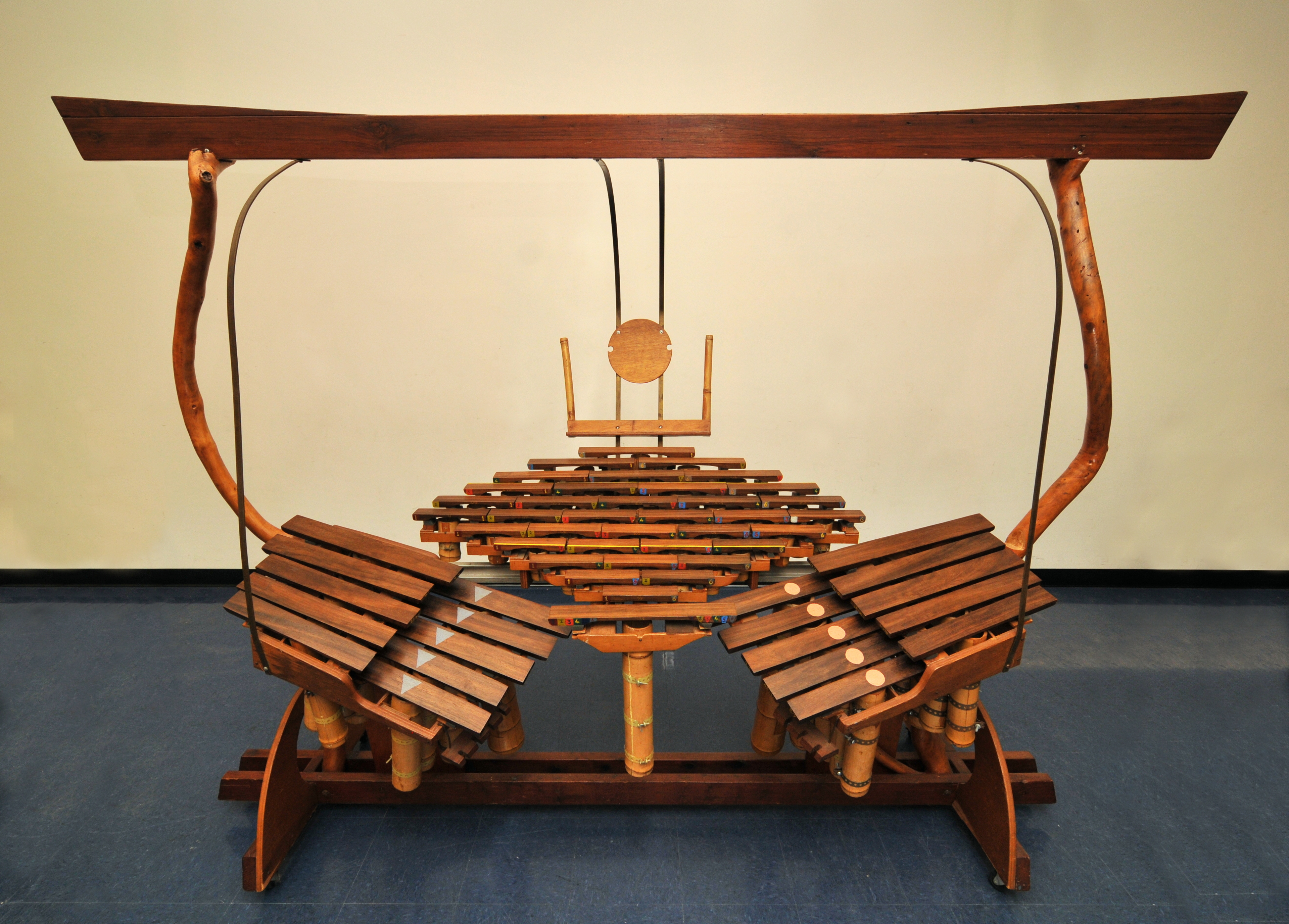
Квандрагуларис реверсум

Парч изготовил квандрагуларис реверсум в 1965 году, через 20 лет после ромбовидной маримбы. Центральная секция из 36 падауковых блоков являются перевернутой зеркальной версией ромбовидной маримбы - отсюда Реверсум. Эта обратная возможность была показана Парчу Эрвом Уилсоном, который помог с её строительством. Слева и справа находятся наборы из десяти блоков альто-регистров. Бамбуковые резонаторы находятся под блоками. Первоначальный план Партча, заброшенный из-за дороговизны, заключался в использовании квадратного бамбука (C. quadrangularis) для резонаторов - отсюда и первая часть названия инструмента. Изогнутые стойки - эвкалипт, а планка сверху призвана вызвать тории. Инструмент довольно большой: 103 см в ширину и 79 см в высоту.

## Трофеи войны

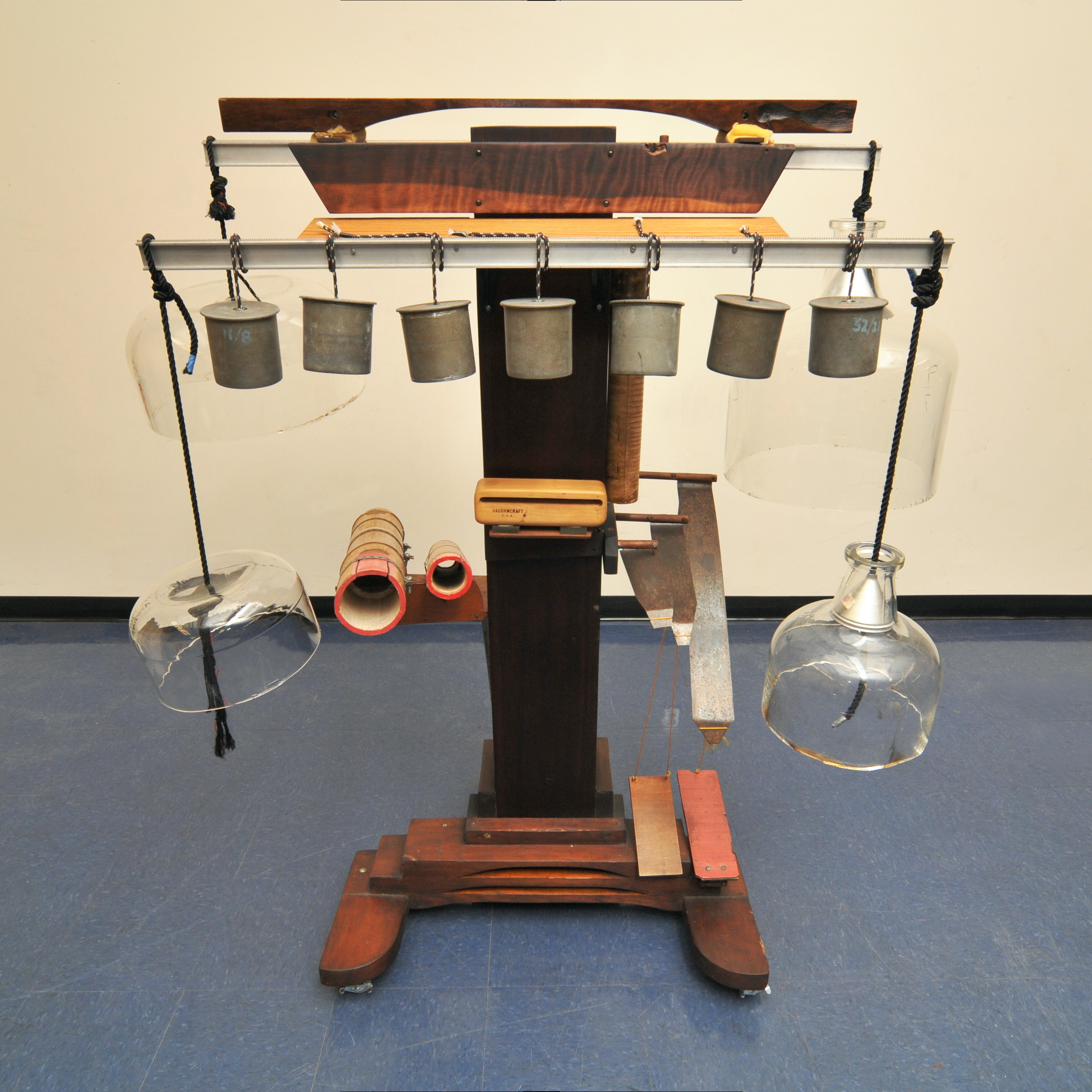
Трофеи войны

"Трофеи войны" - коллекция инструментов, включающая облачные камерные чаши, артиллерийские гильзы, металлические "пушки", пернамбуковые, деревянный блок и тыкву. Впервые сконструированы в 1950 году.

## Зимо-ксил

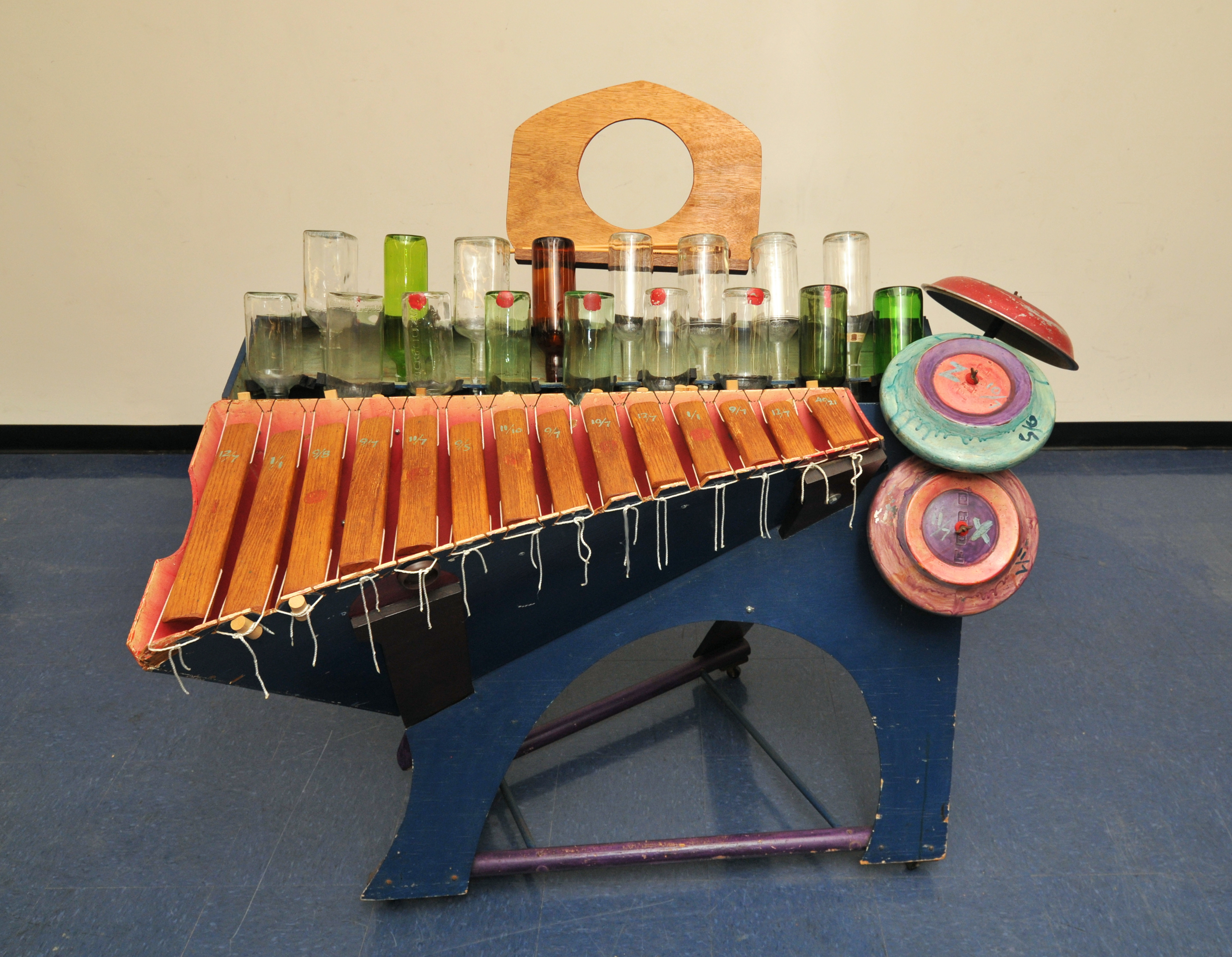
Зимо-ксил

Зимо-ксил - разновидность ксилофона из дубовых блоков, дополненных настроенным ликёром и винными бутылками, колпаками "Форд" и алюминиевыми бутылками кетчупа. Название взято из греческого зимо- (ферментация) и ксило- (дерево). Первый образец собран в 1963 году.

### Сноски
1. 1 2  Harrison, 2000, p. 136.
2. ↑  Gilmore, Johnston, 2002, p. 369.
3. 1 2 3  [[#CITEREF|]].
4. ↑  Акопян Л. О. Музыка XX века. Энциклопедический словарь. М.: Практика, 2010. — С. 411.
5. ↑  McGeary, 2000, p. xviii.
6. ↑  Kozinn, Allan (31 июля 1991). Some Offbeat Instruments Move to New York. The New York Times. Архивировано 23 ноября 2021. Дата обращения: 22 июля 2021.
7. ↑  Kozinn, Allan (18 апреля 2013). Dean Drummond, Musician and Instrument Maker, Dies at 64. The New York Times. Архивировано 26 июля 2021. Дата обращения: 22 июля 2021.
8. ↑  Harry Partch Instrumentarium takes up residency at UW | School of Music | University of Washington. music.washington.edu. Дата обращения: 22 июля 2021. Архивировано 12 января 2015 года.
9. ↑  Granade S. A. Harry Partch: Hobo composer. Rochester: University of Rochester Press, 2014. P. 285.
10. ↑  ibidem, p. 36.
11. ↑  Gilmore, 1998, p. 72.
12. ↑  Granade S. A. ibidem, p. 38.
13. ↑  Partch, 1979, p. 201.
14. ↑  Gilmore, 1998, p. 396-7.
15. 1 2  Schneider, 1985, p. 161.
16. 1 2 3 4 5 6 7 8 9 10  American Public Media staff, 2003.
17. 1 2 3 4 5 6 7  Partch, 1979.
18. ↑  Cott, 2002, p. 267.
19. ↑  Harlan, 2007, p. 179.
20. ↑  Gagné, 2011, p. 203.
21. ↑  Hopkin, 1996, p. 28.
22. ↑  Partch, 1979, p. 269.
23. ↑  Partch, 1979, p. 271.
24. ↑  Jarrett, 1998, p. 87.